# 海地國旗
海地國旗（法語：Drapeau d'Haïti）為一面由藍、紅兩條橫帶組成的旗幟，中間為國徽。啟用於1986年2月25日。
旗幟始於1803年，當時海地革命領袖讓-雅克·德薩林把法國國旗撕毀後，把紅藍兩條水平再縫合而成。
在海地被弗朗索瓦·杜瓦利埃和讓-克洛德·杜瓦利埃統治期間，國旗為左黑右紅，而非上藍下紅。
旗帜中央为海地国徽，蓝色象征独立和自由的精神，红色象征人民不屈不挠的英雄业绩。棕榈树象征国家主权；两侧各三面历蓝、红两色国旗、三支带刺刀的步枪、在树下绿地上的战鼓、古老的火炮、六颗圆形炮弹，象征人民誓死捍卫国家独立和尊严的决心；海平面上的三角旗和金锚象征岛国特征；饰带上的文字是法文“团结就是力量”。

## 历史国旗
- 1625年－1804年，法属圣多明戈
- 1791-1798，起义旗
- 1803-1804，起义旗
- 1804-1806
- 1806-1811（北部）
- 1811–1814（北部）
- 1814-1820（北部）
- 1806-1820（南部）
- 1820-1849
- 1849-1859
- 1859-1964
- 1859-1964
- 1964-1986
- 1964-1986
- 1964-1986

### 国旗时间轴

法国大革命前的国旗（1625-1803年）
海地革命期间海地叛乱分子的旗帜（1789-1791年）
海地起義的旗帜（1803-1804年）
海地帝国的国旗（1804-1806年）
海地国的国旗（1806年-1811年）
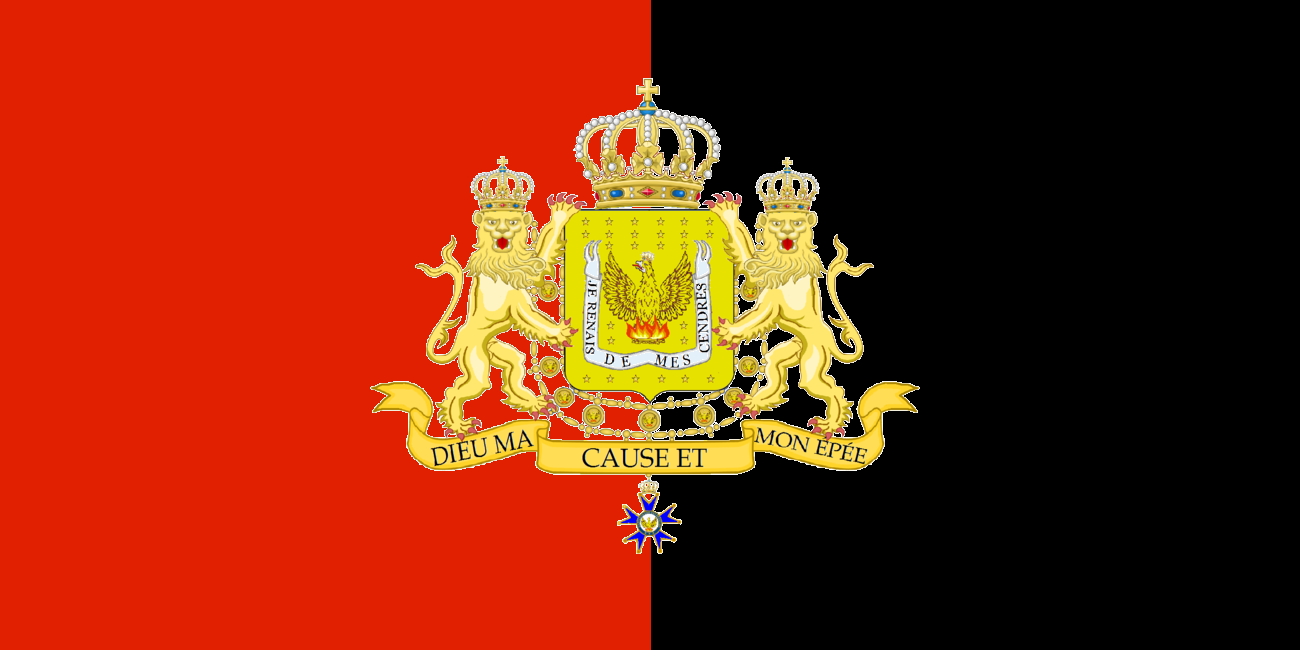
海地王国的国旗（1811年-1814年）
海地王国的国旗（1814年-1820年）
海地第二帝国的国旗（1849年-1859年）
伊斯帕尼奥拉岛联盟的旗帜（1820年-1849年）和海地第一共和国的国旗（1859年-1964年）
美国占领海地期间的国旗（1915年-1934年）
杜瓦利埃总统使用的海地国旗（1964年-1986年）

## 類似旗幟
- 列支敦士登國旗